# Igor Alexejewitsch Bogoljubski
Igor Alexejewitsch Bogoljubski (russisch Игорь Алексеевич Боголюбский, wiss. Transliteration Igor' Alekseevič Bogoljubskij; * 27. Mai 1985 in Tscheljabinsk) ist ein ehemaliger russischer Eisschnellläufer.

## Werdegang
Bogoljubski wurde im Jahr 2004 in Jekaterinburg russischer Juniorenmeister in der Teamverfolgung und belegte bei der Winter-Universiade 2009 in Harbin den 15. Platz über 1000 m. Im November 2011 startete er in Tscheljabinsk erstmals im Eisschnelllauf-Weltcup und errang dabei in der B-Gruppe die Plätze sieben und sechs über 500 m. In der Saison 2013/14 erreichte er in Inzell mit dem zweiten Platz in der B-Gruppe über 500 m sein bestes Ergebnis im Weltcup und absolvierte dort seinen letzten Weltcup, welchen er auf dem sechsten Platz in der B-Gruppe über 500 m beendete. Beim Saisonhöhepunkt, den Olympischen Winterspielen 2014 in Sotschi, kam er auf den 39. Platz über 1000 m.

## Erfolge

### Olympische Spiele
- 2014 Sotschi: 39. Platz 1000 m

### Persönliche Bestzeiten
| Disziplin | Zeit        | Datum             | Ort           |
| --------- | ----------- | ----------------- | ------------- |
| 500 m     | 34,92 s     | 10. November 2013 | Calgary       |
| 1000 m    | 1:09,65 min | 9. November 2013  | Calgary       |
| 1500 m    | 1:52,15 min | 22. Oktober 2008  | Moskau        |
| 3000 m    | 4:05,28 min | 2. Oktober 2010   | Calgary       |
| 5000 m    | 7:50:27 min | 12. Januar 2014   | Jekaterinburg |